# Tour of Beijing
A Tour of Beijing egy országútikerékpár-verseny Kínában. A versenyt minden év októberében rendezték meg, és része az UCI World Tour-nak. 2014-ben rendezték utoljára.

## Trikók
- Az összetett verseny győztese:
- Pontverseny győztese:
- Hegyi pontverseny győztese:
- Legjobb fiatal versenyző:
- Csapatverseny győztese:

## Dobogósok
| Év   | Győztes          | Második           | Harmadik             |
| ---- | ---------------- | ----------------- | -------------------- |
| 2011 | Tony Martin      | David Millar      | Chris Froome         |
| 2012 | Tony Martin      | Francesco Gavazzi | Edvald Boasson Hagen |
| 2013 | Beñat Intxausti  | Daniel Martin     | David López García   |
| 2014 | Philippe Gilbert | Daniel Martin     | Esteban Chaves       |